# Diahnne Abbott
Diahnne Abbott (Amerikai Egyesült Államok, 1945. május 1. –) amerikai színésznő.

## Magánélete
1976-ban hozzáment Robert De Nirohoz.  Ugyanabban az évben megszületett közös fiuk, Raphael, akit arról a római szállodáról neveztek el, ahol fogant. De Niro örökbe fogadta Drenát, Abbott előző kapcsolatából származó lányát is. 1988-ban váltak el.

## Pályafutása
Pornómoziban dolgozó büféslányként tűnt fel Martin Scorsese 1976-os filmjében, a Taxisofőrben, Robert De Niro oldalán.  Egy évvel később, a New York, New York című filmben is emlékezetes cameót vállalt, ahol Fats Waller "Honeysuckle Rose" című dalát énekli.
Szintén Scorsese rendezésében, az 1983-as A komédia királya című filmben ő alakította azt a nőt, aki iránt De Niro karaktere gyengéd érzelmeket táplál. Szerepelt a Krimisztori című televíziós sorozatban és a Táncos Jo Jo című filmben is.. Unokatestvére Gregory Abbott énekesnek, aki legismertebb az 1986-os slágeréről, a "Shake You Down"-ról.

## Filmográfia

### Film
| Év   | Magyar cím                  | Eredeti cím                        | Szerep             | Magyar hang  |
| ---- | --------------------------- | ---------------------------------- | ------------------ | ------------ |
| 1976 | Taxisofőr                   | Taxi Drivern                       | Mozijegy-pénztáros | Ábrahám Edit |
| 1976 | Isten hozott Los Angelesben | Welcome to L.A.                    | Jeanette Ross      |              |
| 1977 | New York, New York          | New York, New York                 | énekes             |              |
| 1982 | A komédia királya           | The King of Comedy                 | Rita Keane         | Kocsis Judit |
| 1984 | Szeretetáradat              | Love Streams                       | Susan              | Kiss Erika   |
| 1986 | Táncos Jo Jo                | Jo Jo Dancer, Your Life Is Calling | anya               |              |
| 2000 | Mielőtt leszáll az éj       | Before Night Falls                 | Blanca Romero      |              |
| 2002 |                             | Soliloquy                          | Leah               |              |

### Televízió
| Év   | Magyar cím  | Eredeti cím | Szerep | Megjegyzések |
| ---- | ----------- | ----------- | ------ | ------------ |
| 1988 | Krimisztori | Crime Story | Sonia  | 3 epizód     |